# Ta' Ħaġrat
Los templos Ta' Ħaġrat en Mġarr, Malta son reconocidos por Unesco como Patrimonio de la Humanidad, junto con otros templos megalíticos. Es uno de los sitios religiosos más antiguos del mundo. El templo más grande de Ta' Ħaġrat data de la fase Ġgantija (3600–3200 a. C.) y el más pequeño data de la fase Saflieni (3300–3000 a. C.).
Ta' Ħaġrat se encuentra en las afueras de Mġarr, aproximadamente a un kilómetro de los templos Skorba. La fachada de Ta' Ħaġrat tiene características similares a las del complejo Skorba.
El sitio fue excavado entre 1923 y 1926 bajo la dirección de Temi Zammit. Otras excavaciones se llevaron a cabo en 1953. El arqueólogo británico David Trump fechó con exactitud al complejo en los años 1960.
Partes de la fachada y la puerta fueron reconstruidos en 1937.

## Galería de imágenes

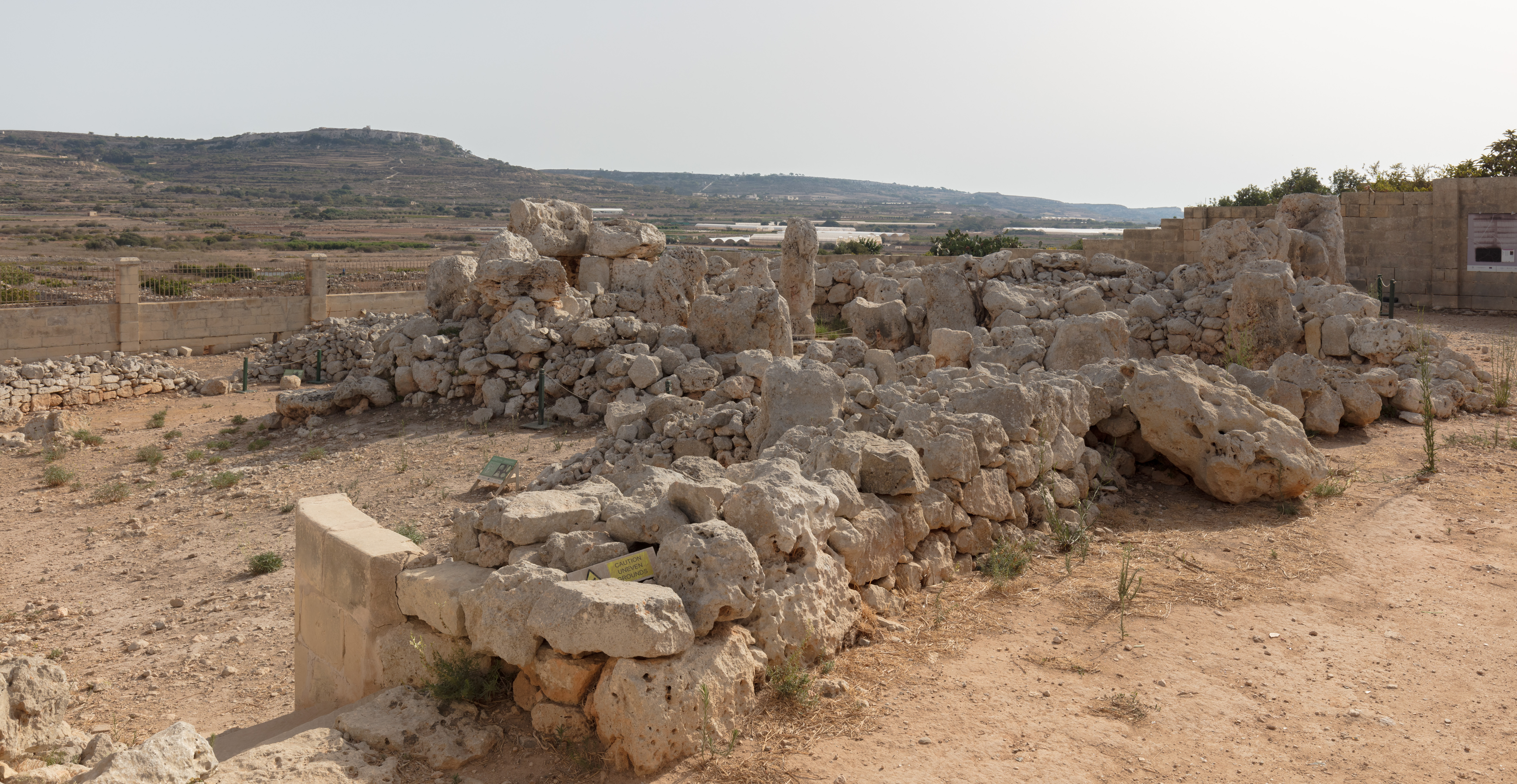
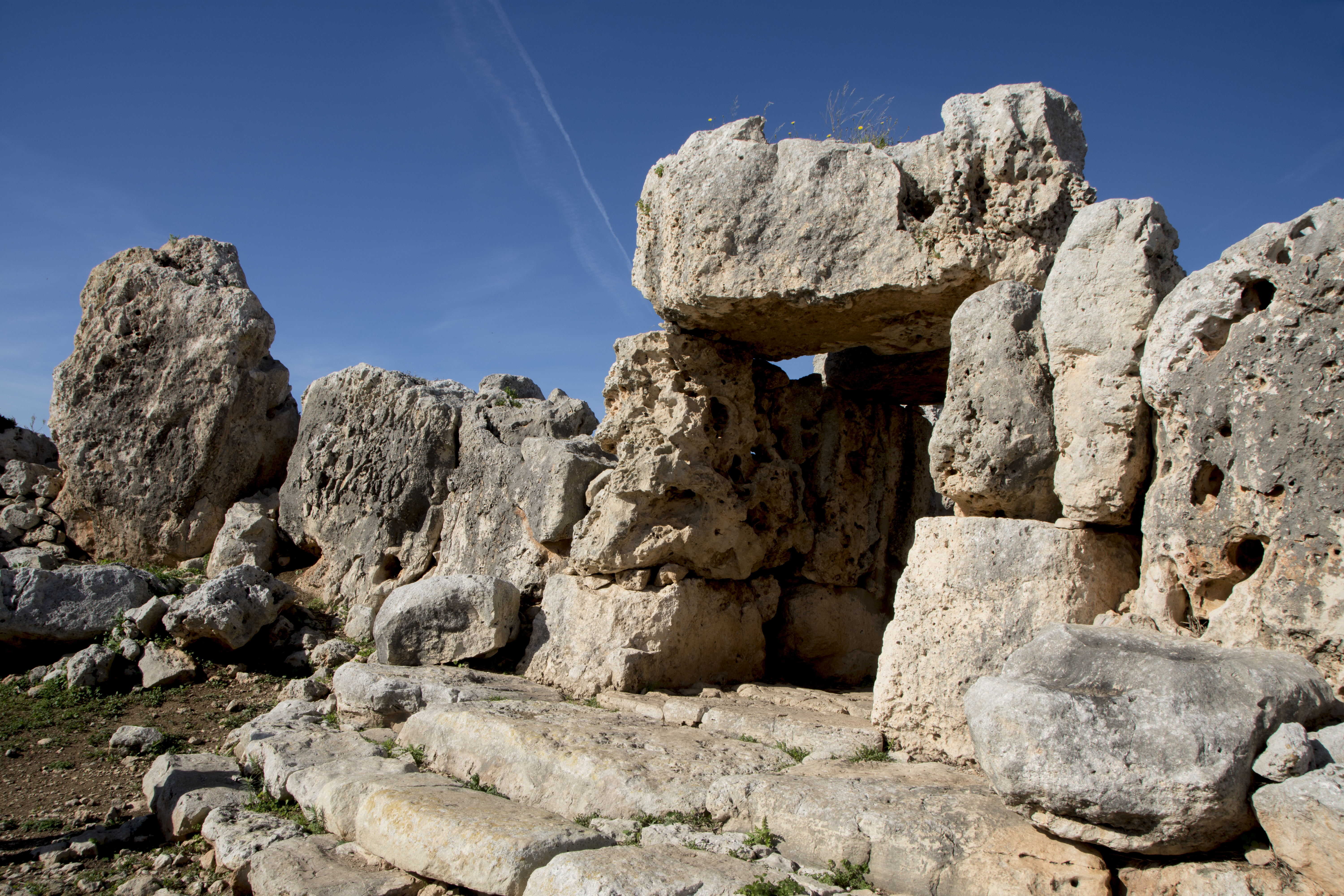
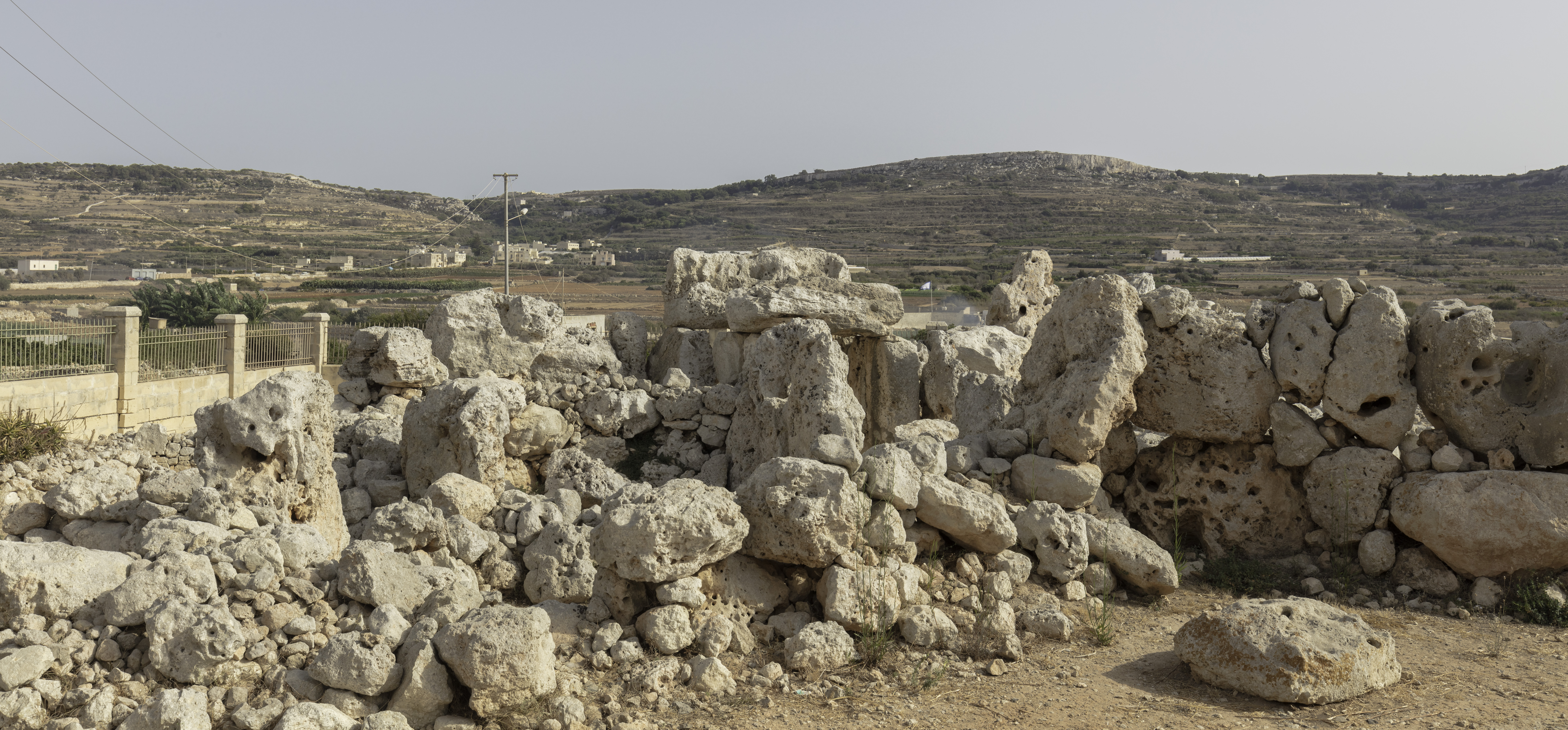